# Josip Torbar (ml.)
Josip Torbar, mlađi (Zagreb, 14. lipnja 1922. – Zagreb, 6. srpnja 2013.), bio je hrvatski pravnik i političar.

## Životopis
Josip Torbar, mlađi, rodio se u Zagrebu 1922. godine. Otac mu je dr. Josip Torbar, stariji, koji je pripadao je najužem vodstvu Hrvatske seljačke stranke. Josip Torbar, mlađi osnovnu školu svršio je u rodnome gradu gdje je zatim polazio Klasičnu gimnaziju koju je završio 1940. godine. Nakon toga u Zagrebu završio je pravni fakultet gdje je i doktorirao 1945. godine. Početkom svibnja 1945. godine emigrirao je s obitelji. U emigraciji proveo je više od 45 godina, najviše u Južnoj Americi, SAD-u i na kraju u Italiji u Rimu. Pisao je u stranačkim publikacijama Hrvatske seljačke stranke i Hrvatskoj reviji. Radio je u turizmu, a kao ekspert za turizam godinama je radio za organizaciju Ujedinjenih naroda.

## Politička djelatnost
U emigraciji dr. Josip M. Torbar (mlađi) radio je na organiziranju HSS-a i bio uskim suradnikom dra Vladka Mačka i dra Jurja Krnjevića. 1980. godine izabran je potpredsjednikom Središnjeg odbora HSS-a u inozemstvu a nakon smrti dra Krnjevića preuz eo je predsjedanje Središnjim odborom HSS-a te je na ujediniteljskoj skupštini domovinske Hrvatske seljačke stranke, 1991. godine, kao predsjedatelj Središnjeg odbora HSS-a, zajedno sa svim članovima Središnjeg odbora formalno prenio sve ovlasti Središnjeg odbora na domovinski HSS. U Hrvatsku se za stalno vratio 1993. godine.
1996. godine izabran je počasnim predsjednikom HSS-a. 2000. godine izabran je u Hrvatski sabor.
Dužnosti u Hrvatskome saboru: 
- član Odbora za vanjsku politiku
- član Odbora za useljeništvo
- član Odbora za međuparlamentarnu suradnju
- član Izaslanstva u Parlamentarnoj skupštini Vijeća Europe.